# Gustaf Adolf Boltenstern jr.
Gustaf Adolf Boltenstern jr. (Stockholm, 15 mei 1904- Mariefred, 31 maart 1995) was een Zweedse ruiter, die gespecialiseerd was in dressuur. Boltenstern nam viermaal deel aan de Olympische Spelen.
Boltenstern maakte zijn debuut tijdens de Olympische Zomerspelen 1932 met een achtste plaats individueel en ene zilveren medaille met het Zweedse dressuurteam.
Op de Olympische Zomerspelen 1948 behaalde Boltenstern de bronzen medaille individueel en Met het Zweedse dressuurteam won Boltenstern  de  gouden medaille. Deze gouden medaille werd het Zweedse team in 1949 ontnomen door Fédération Équestre Internationale, omdat Boltenstern zijn teamgenoot Persson slechts voor de duur van de spelen was gepromoveerd naar de rang van tweede luitenant. Toentertijd moesten deelnemers aan de olympische paardensportwedstrijden ten minste officier zijn. Aan het eind van 1949 werd deze regel geschrapt.
Boltenstern haalde samen zijn teamgenoten van 1948 Gehnäll Persson en Henri Saint Cyr de olympische titel in landenwedstrijd dressuur tijdens de Olympische Zomerspelen 1952 en 1956. De paardensportwedstrijden van de Olympische Zomerspelen 1956 werden in Boltensterns geboortestad Stockholm gehouden vanwege de strenge quarantaineeissen voor paarden van Australië. Boltensterns vader Gustaf Adolf Boltenstern sr. won de olympische zilveren medaille in de dressuur tijdens de Olympische Zomerspelen 1912.

## Resultaten
- Olympische Zomerspelen 1932 in Los Angeles: 8e individueel eventing met Ingo
- Olympische Zomerspelen 1932 in Los Angeles:  team eventing met Ingo
- Olympische Zomerspelen 1948 in Londen:  individueel dressuur met Trumf
- Olympische Zomerspelen 1948 in Londen: gediskwalificeerd landenwedstrijd dressuur met Trumf
- Olympische Zomerspelen 1952 in Helsinki: 5e individueel dressuur met Krest
- Olympische Zomerspelen 1952 in Helsinki:  landenwedstrijd dressuur met Krest
- Olympische Zomerspelen 1956 in Stockholm: 7e individueel dressuur met Krest
- Olympische Zomerspelen 1956 in Stockholm:  landenwedstrijd dressuur met Krest

1928: von Langen, Linkenbach, Lotzbeck ·
1932: Lesage, Marion, Jousseaume ·
1936: Pollay, Gerhard, Oppeln-Bronikowski ·
1948: Jousseaume, Saint-Fort Paillard, Buret ·
1952: Saint Cyr, Boltenstern, Persson ·
1956: Saint Cyr, Boltenstern, Persson ·
1964: Boldt, Klimke, Neckermann ·
1968: Neckermann, Klimke, Linsenhoff ·
1972: Petoesjkova, Kizimov, Kalita ·
1976: Boldt, Klimke, Grillo ·
1980: Kovsjov, Oegrjoemov, Misevitsj ·
1984: Klimke, Sauer, Krug ·
1988: Klimke, Linsenhoff, Theodorescu, Uphoff ·
1992: Balkenhol, Uphoff, Theodorescu, Werth ·
1996: Balkenhol, Schaudt, Theodorescu, Werth ·
2000: Werth, Capellmann, Salzgeber, Simons-de Ridder ·
2004: Kemmer, Schmidt, Schaudt, Salzgeber ·
2008: Kemmer, Capellmann, Werth ·
2012: Hester, Bechtolsheimer, Dujardin ·
2016: Rothenberger, Schneider, Bröring-Sprehe, Werth ·
2020: von Bredow-Werndl, Schneider, Werth ·
2024: Wandres, von Bredow-Werndl, Werth